# Shoeshine
Shoeshine ist ein US-amerikanischer Kurzfilm von 1987 unter der Regie von Tom Abrams, der auch das Drehbuch schrieb. In den Hauptrollen agieren Jerry Stiller und dessen Sohn Ben Stiller. Robert A. Katz, der den Film produzierte, wurde für und mit ihm für einen Oscar nominiert.

## Inhalt
Ein junger Investmentbanker der Wall Street und ein alter Schuhputzer sind mit der Staten Island Ferry unterwegs. Der alte Mann bringt die Schuhe des Bankers zum Glänzen. Die schon rein äußerlich sehr unterschiedlichen beiden Menschen kommen ins Gespräch und tauschen sich übers Leben aus und versuchen, ihre jeweilige Lebensphilosophie ihrem Gegenüber näherzubringen.

## Produktion, Veröffentlichung
Produziert wurde der Film von der Tom Abrams Productions. Tom Abrams aus Columbia war zu der Zeit, als er das Drehbuch für den Film im Herbst 1986 schrieb, noch Filmstudent. Er fertigte das Drehbuch im Rahmen eines HBO Workshops, einem Programm für junge Filmregisseure, von dem der Wettbewerb für Filmstudenten gesponsert wurde. Vier der Drehbücher, die die Studenten für einen Kurzfilm einsenden sollten, wurden von dem Unternehmen zur Lizenzierung und Kofinanzierung ausgewählt. Abrams war einer der Gewinner und bekam von HBO 5000 $ für den Film, dessen endgültiges Budget bei 9000 $ lag. 
Veröffentlicht wurde der Film erstmals am 1. Januar 1987.

## Auszeichnungen
Montreal World Film Festival 1987
- Auszeichnung für Tom Abrams in der Kategorie Kurzfilm

Academy Awards 1988
- Oscarnominierung für Robert Katz für und mit dem Film in der Kategorie „Bester Kurzfilm“ (Live Action)